# 希臘和丹麥的尼古拉奧斯王子 (1969年)
希臘和丹麥的尼古拉斯王子（1969年10月1日—）是希臘未代国王康斯坦丁二世和王后的第三名孩子。雖然出生于已被廢除的希臘王室，但他亦擁有丹麥王子的身分。

## 生平
尼古拉斯王子因為皇室在希臘1967年發生政變逃到義大利而在當地首都羅馬出生。其父康斯坦丁國王終在1973年被廢除王位。和他的兄弟姊妹一樣，王子在他父母創辦的倫敦希臘學院（Hellenic College of London）就讀並在美國的布朗大學中修讀國際關係課程（1991年畢業）。
2009年12月28日，希臘王室宣布王子和委內瑞拉名媛塔蒂安娜·巴特力訂婚的消息。巴特力婚前是知名時裝品牌Diane von Fürstenberg的公關。兩人2010年8月25日在希臘斯派采岛結婚，丹麥、荷蘭、瑞典及西班牙的王室成員均有出席。

## 头衔
尼古拉斯王子是希腊王室成员因而拥有希腊王子，而希腊国王乔治一世是丹麦国王克里斯蒂安九世的儿子，同时所有希腊王室的王子将会同时拥有丹麦王子。称为希腊及丹麦王子。